# Nunzio Lella
Nunzio Lella (Santeramo in Colle, 28 luglio 2000) è un calciatore italiano, centrocampista del Venezia.

## Caratteristiche tecniche
Centrocampista molto duttile, dotato fisicamente, può essere impiegato sia come mediano che da mezzala.

## Carriera
Cresciuto nel settore giovanile del Bari, nel 2018, dopo il fallimento del club pugliese, si trasferisce al Cagliari, venendo inserito nella rosa della formazione Primavera. 
Il 17 luglio 2019 viene ceduto in prestito all'Olbia; in Serie C per tre stagioni. Rientrato a Cagliari per l'ultimo anno di contratto, il 26 dicembre 2022 realizza la sua prima rete in cadetteria contro il Cosenza nel successo per 2-0 dei sardi, e a fine stagione conquista la promozione in Serie A .Il 24 agosto 2023 viene acquistato dal Venezia, con cui firma un triennale Al primo anno vince i play-off per la promozione nella massima serie. Con i lagunari fa la preparazione estiva, e prende parte alla prima partita stagionale in Coppa Italia e alla prima di campionato facendo il suo esordio in Serie A il 18 agosto 2024 nel match perso contro la Lazio per 3-1.
Pochi giorni dopo, il 29 agosto 2024, passa in prestito con diritto di riscatto al Bari, in Serie B, ritornando così nella squadra biancorossa dopo aver militato a lungo nelle formazioni giovanili del club pugliese. Il 14 settembre, alla sua seconda presenza con i pugliesi, trova il suo primo gol aprendo le marcature nel successo per 2-0 contro il Mantova. Va a segno anche il 18 gennaio 2025 nel pareggio  interno per 2-2 contro il  Brescia. A fine stagione rientra al Venezia. 

## Statistiche

### Presenze e reti nei club
Statistiche aggiornate al 13 maggio 2025.
| Stagione        | Squadra         | Campionato      | Campionato | Campionato | Coppe nazionali | Coppe nazionali | Coppe nazionali | Coppe continentali | Coppe continentali | Coppe continentali | Altre coppe | Altre coppe | Altre coppe | Totale | Totale |
| Stagione        | Squadra         | Comp            | Pres       | Reti       | Comp            | Pres            | Reti            | Comp               | Pres               | Reti               | Comp        | Pres        | Reti        | Pres   | Reti   |
| --------------- | --------------- | --------------- | ---------- | ---------- | --------------- | --------------- | --------------- | ------------------ | ------------------ | ------------------ | ----------- | ----------- | ----------- | ------ | ------ |
| 2019-2020       | Olbia           | C               | 25+2       | 1          | CI-C            | 2               | 0               | -                  | -                  | -                  | -           | -           | -           | 29     | 1      |
| 2020-2021       | Olbia           | C               | 32         | 2          | -               | -               | -               | -                  | -                  | -                  | -           | -           | -           | 32     | 2      |
| 2021-2022       | Olbia           | C               | 36+2       | 4          | CI-C            | 1               | 0               | -                  | -                  | -                  | -           | -           | -           | 39     | 4      |
| Totale Olbia    | Totale Olbia    | Totale Olbia    | 97         | 7          |                 | 3               | 0               |                    | -                  | -                  |             | -           | -           | 100    | 7      |
| 2022-2023       | Cagliari        | B               | 18+1       | 1          | CI              | 2               | 0               | -                  | -                  | -                  | -           | -           | -           | 21     | 1      |
| 2023-2024       | Venezia         | B               | 20+4       | 0          | CI              | -               | -               | -                  | -                  | -                  | -           | -           | -           | 19     | 0      |
| ago. 2024       | Venezia         | A               | 1          | 0          | CI              | 1               | 0               | -                  | -                  | -                  | -           | -           | -           | 2      | 0      |
| Totale Venezia  | Totale Venezia  | Totale Venezia  | 25         | 0          |                 | 1               | 0               |                    | -                  | -                  |             | -           | -           | 26     | 0      |
| 2024-2025       | Bari            | B               | 25         | 2          | CI              | -               | -               | -                  | -                  | -                  | -           | -           | -           | 25     | 2      |
| Totale carriera | Totale carriera | Totale carriera | 166        | 10         |                 | 6               | 0               |                    | -                  | -                  |             | -           | -           | 172    | 10     |